# Politikens filmjournal 068
|  | Denne artikel er oprettet af botten Steenthbot ud fra en ekstern database. Den kan derfor have sproglige fejl eller mangler. Denne skabelon kan fjernes efter kontrol af indholdet. |

Politikens filmjournal 068 er en dansk dokumentarisk optagelse fra 1950.

## Handling
1) Julemanden går i land fra Havemanns juleskib. I en kane trukket af fire hvide heste kører han gennem København. Senere på dagen viser julemanden rundt i Politikens eventyrhave i Forum. Der er masser af forlystelser og underholdning.

2) Eksportdamperen "Frigga" minesprængt i Kattegat i Ålborgbugten. Det sker nogenlunde samme sted, hvor passagerskibet "København" i 1948 stødte på en mine og sank. Bugserskibe forsøger at få "Frigga" i havn, men det krænger og synker.

3) Ny Storebæltsfærge søsættes: Den lille prinsesse Benedikte døber Storebæltsfærgen "Dronning Ingrid" i Helsingør.

4) Tyskland: Seksdagesløb i Hannover.

5) USA: Togkatastrofe ved New York.

6) USA: Oversvømmelser i Californien og Nevada.

7) USA: Trygve Lie modtager Det Kommunistiske Kinas delegation i FN. Sovjet repræsenteres af Visjinski.

8) Det danske kongepar modtages på banegården i Paris med 101 kanonskud. Præsident Auriol tager imod, og flankeret af hestegarden kører kortegen gennem Paris. Modtagelsen slutter ved Elysée-palæet, hvor kongen og dronningen skal bo under besøget.</>